# Erwin (strip)
Erwin (of Erwin de Noorman of Erwin, de zoon van Eric de Noorman of Erwin de vrijbuiter) is een Nederlandse stripreeks die werd geschreven en getekend door de striptekenaar Hans Kresse. De hoofdpersoon is Erwin, de zoon van Eric de Noorman en diens vrouw Winonah. In tegenstelling tot zijn vader, is Erwin meer een antiheld dan een held. Hij is regelmatig wat opvliegend en maakt vaak betreurenswaardige fouten. De strip bevat veel elementen die aan de historische werkelijkheid zijn ontleend. Zo heeft Erwin bijvoorbeeld zijn hoofdkwartier op de Traprain Law (law betekent heuvel) in Schotland, waar zich een heuvelfort van de Gotodin (Votadini/Gododdin) bevond.

## Achtergrond
Erwin kwam al voor in meerdere afleveringen van de strip Eric de Noorman voor hij in 1966 als spin-off zijn eigen reeks kreeg. Hij speelde in het laatste verhaal van Eric, "De eerloze krijg", zelfs al een belangrijke rol. Nadat de strip Eric de Noorman in 1964 was stopgezet, ontving Kresse nog regelmatig verzoeken voor nieuwe verhalen. Toen hij aan de redacteuren van het stripblad Pep voorstelde om die te maken, gaven deze aan dat ze liever hadden dat Kresse met iets nieuws kwam voor het blad. Kresse bedacht toen de spin-off rond Erwin, waarmee hij zowel de fans van Eric als de redactie van Pep tevreden kon stellen. Waar Eric nog een tekststrip in zwart-wit was, werd Erwin een ballonstrip in kleur. In totaal maakte Kresse zestien verhalen.

## Publicatie

### Verhalen
De stripreeks werd van 1966 t/m 1974 met enige regelmaat gepubliceerd in Pep.

### Albums
De vrijbuiter, het eerste lange verhaal van Erwin, werd in 1970 ook in boekvorm uitgegeven door uitgeverij De Geïllustreerde Pers in de reeks Pep stripoteek. In 1973 verschenen de eerste 6 verhalen in boekvorm bij Uitgeverij Unieboek als De Banneling en de volgende 7 als De duivel uit het ven. Daarbij zijn er veel verschillen met de publicatie in Pep. In de grotere zwart-wit platen in het boek zijn veel meer details te zien en er voor de boekversies platen ingevoegd, afgevoerd en veranderd. Ook de tekst is totaal anders.